# The Dissident
The Dissident (traduïble de l'anglès com a "El dissident") és una pel·lícula documental estatunidenca del 2020, dirigida i coproduïda per Bryan Fogel, que narra l'assassinat del periodista Jamal Khashoggi i l'esforç de l'Aràbia Saudita per a controlar la dissidència internacional.

## Argument
En Jamal Khashoggi, periodista saudita exiliat, que treballa pel The Washington Post, és crític amb les polítiques del príncep Mohammed bin Salman a la seva estimada Aràbia Saudita. El 2 d'octubre de 2018, Khashoggi va entrar al consolat saudita d'Istanbul i mai més en va arribar a sortir. La seva promesa i dissidents d'arreu del món apleguen pistes sobre el seu brutal assassinat i, en la seva perseverant recerca de la veritat, exposen un encobriment global perpetrat pel mateix país que estimava. D'aquesta forma, la pel·lícula narra l'assassinat de Jamal Khashoggi i l'esforç de l'Aràbia Saudita per a controlar la dissidència internacional. El documental es fonamenta en la història de l'activista saudita i videoblogador Omar Abdulaziz.

## Estrena
La pel·lícula es va estrenar el 24 de gener de 2020 al Festival de Cinema de Sundance. Al setembre de 2020, la companyia Briarcliff Entertainment va adquirir els drets de distribució i va publicar una versió limitada el 25 de desembre de 2020, seguit d'un vídeo a la carta el 8 de gener de 2021. Durant vuit mesos va intentar trobar un nou canal de distribució i no va acabar encaixant en una plataforma de transmissió de les grans, com Netflix o Amazon Prime Video. Es creu àmpliament que això es va deure al fet que les plataformes temessin ofendre el govern saudita i, possiblement, perdre subscripcions.

## Recepció

### Vendes a la carta
En el seu primer cap de setmana d'estrena als Estats Units d'Amèrica, la pel·lícula va ser el tercer títol més adquirit a iTunes Store i el vuitè a Apple TV.

### Crítica
A Rotten Tomatoes, la pel·lícula té una qualificació d'aprovació del 96% basada en 56 ressenyes, amb una nota mitjana de 8/10. El consens dels crítics del lloc web afirma que: «The Dissident ofereix poca catarsi en la seva mirada inflexible sobre un assassinat horrible […] i no dona treva al seu contundent recordatori de la fragilitat de la llibertat d'expressió». A Metacritic, l'obra té una puntuació mitjana ponderada de 82 sobre 100, basada en 13 crítics, que indica «aclamació universal».
Jordan Hoffman, de Screen International, va donar a la pel·lícula una crítica positiva amb les següents paraules: «The Dissident té algunes noves revelacions, però exposa el cas amb suficients evidències exasperants i força narrativa per a què valgui la pena». Todd McCarthy, de The Hollywood Reporter va escriure que: «la investigació de Fogel és vigorosa, profunda i completa». Owen Gleiberman, que va ressenyar l'obra a Variety, va titllar-la de «thriller desvetllador de corrupció, encobriment i coratge real al món».